# Limenitis zulema
Limenitis zulema är en fjärilsart som beskrevs av Doubleday 1848. Limenitis zulema ingår i släktet Limenitis och familjen praktfjärilar. Inga underarter finns listade i Catalogue of Life.